# Goran Jagodnik
Goran Jagodnik (Koper, 23 de maio de 1974) é um basquetebolista profissional esloveno, atualmente joga no Union Olimpija.